# Bolt (bedrijf)
Bolt is een Ests mobiliteitsbedrijf dat een breed scala aan diensten aanbiedt, waaronder taxidiensten, micromobiliteit-verhuur, voedsel- en boodschappenbezorging, en autodelen. Het bedrijf werd opgericht in 2013 als Taxify door Markus Villig en is sindsdien uitgegroeid tot een internationale onderneming met het hoofdkantoor in Tallinn. Bolt opereert in meer dan 500 steden verspreid over meer dan 45 landen in Europa, Afrika, West-Azië en Latijns-Amerika.
Met meer dan 150 miljoen klanten en een uitgebreid netwerk van meer dan 3 miljoen chauffeurs- en koerierspartners is Bolt een belangrijke speler in de mobiliteitssector. Het bedrijf heeft diverse financieringsrondes doorlopen en heeft investeringen aangetrokken van gerenommeerde partijen zoals Didi Chuxing, Daimler, Sequoia Capital, en de Europese Investeringsbank.
Bolt biedt niet alleen traditionele taxidiensten aan, maar heeft ook geïnvesteerd in de uitbreiding naar micromobiliteit met e-scooters en e-bikes. Daarnaast heeft het bedrijf zijn dienstenaanbod uitgebreid met Bolt Food voor voedselbezorging en Bolt Market voor boodschappenbezorging. In 2021 kondigde Bolt plannen aan voor een beursgang in 2025.
De organisatie heeft zich ook beziggehouden met onderzoeksprojecten, waaronder samenwerkingen met de Universiteit van Tartu voor de ontwikkeling van technologieën voor zelfrijdende auto's. 